# Taboada
Taboada – miasto w Hiszpanii we wschodniej Galicji w prowincji Lugo.